# Farkas Éva (bábművész)
Farkas Éva (Orosháza, 1957. augusztus 4. –) magyar bábművész, színésznő.

## Életpályája
Orosházán született, 1957. augusztus 4-én. A Bábszínészképző Tanfolyamot 1977-ben végezte el és abban az évben az Állami Bábszínháznál indult pályája. 1992-től alapító tagja a Kolibri Színház társulatának. 1983-ban megkapta a Balajthy Andor-vándorgyűrűt. 1984-ben Állami Ifjúsági Díj elismerésben részesült.

## Fontosabb színházi szerepei
- Betlehemes játék... Boldizsár király
- Monty Python: Megyeri gyalog galopp... boszorkány; Mindent bele
- Ismeretlen csehországi német szerző: Brabanti Genovéva vérfagyasztó története... Genovéva
- William Shakespeare – William Rowley: Merlin születése... Artesia
- William Shakespeare: Hamlet... Gertrud
- Molière: George Dandin... Madame de Sotenville
- Maurice Maeterlinck: A kék madár... macska
- Erich Kästner – Béres Attila: A két Lotti... Irene Gerlach
- Hugh Lofting – Békés Pál: Dr Dolittle cirkusza... Zsófi fóka
- Alekszej Nyikolajevics Tolsztoj – Jékely Zoltán: Fajankó kalandjai... Fajankó
- Thomas Mann: Mario és a varázsló... Torre di Venere-i polgárok
- Grimm fivérek: Jancsi és Juliska... Banya
- Grimm fivérek – Balla Margit – Balogh József: Hamupipőke Velencében... Esmeralda
- Hans Christian Andersen – Zalán Tibor – Novák János: sHÓwKIRÁLYNŐ... Varjúmenyasszony, Liba
- Mark Twain– Zalán Tibor: Királyfi és koldus... Úri asszony
- Ovenasz Tumanyan – Ervand Manarjan: A legyőzhetetlen kiskakas... kiskakas; fekete jérce
- Kenneth Grahame – Fábri Péter: Békafalvy Béka... Susy
- Selma Lagerlöf: A karácsonyi rózsa legendája... Mesélő apáca
- Tor Age Bringsvaerd: Locspocs és a Bolygó Hollandi... Tenger királynője
- Tor Age Bringsvaerd – Horváth Péter – Novák János: Locspocs és a sárkánylány... Bigfútmama, óriás szőrmanó; Freyja, a tengerek királynője
- Dodie Smith: 101 kiskutya... Kampec Dolóresz
- Egressy Zoltán: Csimpi szülinapja... Űzőné asszonyság
- Paul Gallico – Horváth Péter: Macska voltam Londonban... Skót macska, Kocsmárosné, Jennie gazdájának mamája
- Horváth Péter: A farkas szempillái... fogadósné; Jamauba; szomszéd asszonyság
- Arany János – Gáli József: Rózsa és Ibolya... Vén tűzkirályné
- Petőfi Sándor: János vitéz... Nap, Hold, Kutyafejű tatárok fejedelme
- Petőfi Sándor – Szilágyi Dezső: János vitéz... Mostoha
- Madách Imre: Az ember tragédiája... Több szerep
- Török Sándor: Kököjszi és Bobojsza... Jujj néni
- Pozsgai Zsolt: Bakkfy és a csúnya királykisasszony... Penetra, Szépike, Álika királylány
- Pápa Relli: Dani Bogárországban... Csiga Csuli
- Benedek András: Hollókirály... Banya
- Tarbay Ede: Kunkori és a kandúrvarázsló... Kunkori
- Forgách András: Tercett... Színésznő
- Gerald Durrell – Novák János – Béres Attila: Szia, szia Szaurusz!... Scolosaurus
- Szőcs Géza: Ki lopta el a népet?... Bella; Réka; Szamojéd asszony

## Filmek, tv
- Bakkfy és a csúnya királykisasszony
- Százszorszép (1982)
- Árgyilus királyfi és Tündér Ilona (1984)
- A három kövér (1985)
- A csodálatos nyúlcipő (1987)
- Csillagvitéz (1987)
- Dörmögőék kalandjai
- Ámbár tanár úr (1998)
- Friss levegő (2006)

## Díjai, elismerései
- Állami Ifjúsági Díj (1984)
- Balajthy Andor-vándorgyűrű (1983)
- Kolibri Hölgy (1996; 2000)